# Grand Prix Francie 1906

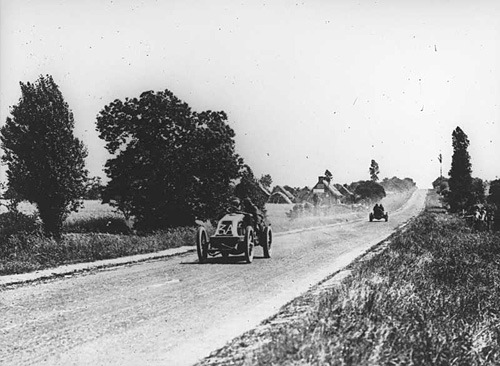
Vpředu vítěz Grand Prix Ferenc Szisz v Renaultu a za ním Elliott Shepard v Hotchkissu

Trasa závodu

Grand Prix Francie 1906 byla první Velkou cenou v historii automobilového sportu. Konala se na okruhu vedeném po veřejných silnicích v okolí Le Mans 26. a 27. června 1906.
Velkou cenu pořádal Automobile Club de France (ACF) jako pobídku pro francouzský automobilový průmysl a alternativu k závodům o pohár Gordona Bennetta, který omezoval počet přihlášených účastníků z každé země bez ohledu na velikost jejího automobilového průmyslu. Francie byla v tomto období největším výrobcem automobilů a existovalo zde několik stovek výrobců. Grand Prix žádný žádný limit omezující počet závodníků z kterékoli země neměla. ACF vybral okruh dlouhý 103,18 kilometrů vedoucí po převážně prašných cestách opatřených dehtovým postřikem, který měl každý jezdec zajet šestkrát v každém dni.

## Závod
Na startu se sešlo 32 vozů, které na trať vyjížděly v 90sekundových intervalech. Úkolem závodníků bylo ujet 12 kol na okruhu tvořeném veřejnými cestami východně od města Sarthe o délce 103,18 kilometrů, celkem tedy 1238,16 km. Po šesti kolech byl závod zastaven a všechny speciály strávily noc v hlídaném parc fermé. Zbývajících šest kol se jelo následující den.
První startoval Fernand Gabriel na voze Lorraine-Dietrich.

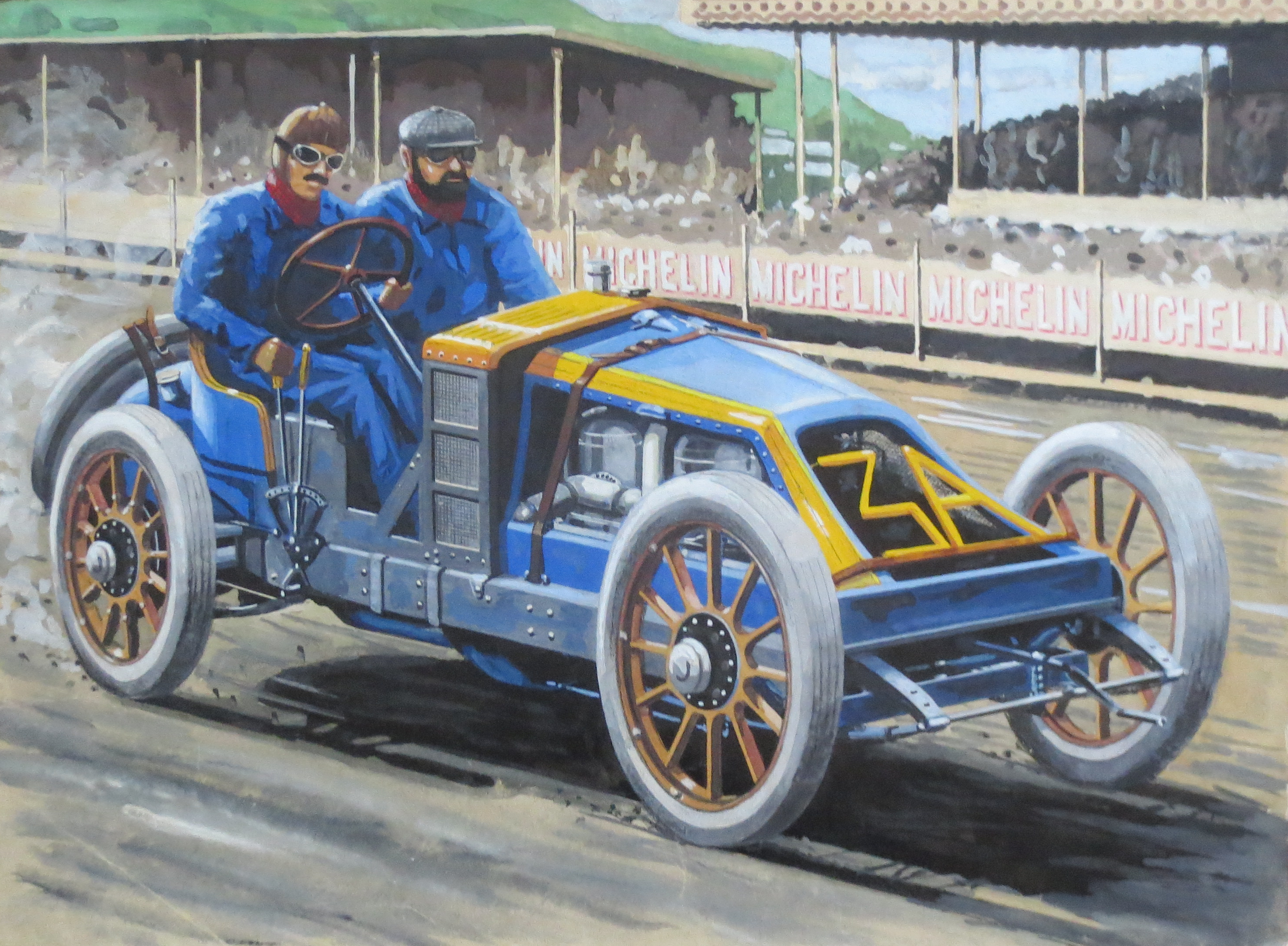
Ferenc Szisz (st. č. 3A), Renault Type AK, vítěz Le Mans 1906

### Průběh
Na konci prvního kola vedl Vincenzo Lancia na voze Fiat v čase 53 minut a 42 sekund. Po druhém kole vedl Paul Baras s vozem Brasier. Na konci třetího kola se do vedení dostal Ferenc Szisz s vozem Renault AK 90CV a vedení si první den udržel. Celkovým vítězem se stal maďarský závodník Szisz, který dojel 32 minut před Felice Nazzarem s průměrnou rychlostí téměř 101 km/h. Nejrychlejší kolo zajel Paul Baras s Brasierem v čase 52 minut 25,4 s.

## Klasifikace
| Umístění | Start č. | Řidič                                  | Vůz                   | Ujetá kola | Čas/Příčina odstoupení |
| -------- | -------- | -------------------------------------- | --------------------- | ---------- | ---------------------- |
| 1        | 3A       | Ferenc Szisz                           | Renault AK 90CV       | 12         | 12:14:07.4             |
| 2        | 2B       | Felice Nazzaro                         | FIAT 130 HP           |            | +32:19.4               |
| 3        | 13A      | Albert Clément                         | Clément-Bayard 100 hp |            | +35:39.2               |
| 4        | 5B       | Jules Barillier                        | Brasier 105 hp        |            | +1:38:53.0             |
| 5        | 2A       | Vincenzo Lancia                        | FIAT 130 HP           |            | +2:08:04.0             |
| 6        | 10A      | George Heath                           | Panhard 130           |            | +2:33:38.4             |
| 7        | 5A       | Paul Baras                             | Brasier 105 hp        |            | +3:01:43.0             |
| 8        | 1C       | Arthur Duray                           | Lorraine-Dietrich     |            | +3:11:54.6             |
| 9        | 5C       | "Pierry"                               | Brasier 105 hp        |            | +4:01:00.6             |
| 10       | 6A       | Camille Jenatzy J. T. Alexander Burton | Mercedes 120          |            | +4:04:35.8             |
| 11       | 6B       | "Mariaux"                              | Mercedes 120          |            | +4:34:44.4             |
| NC       | 1B       | Henry Rougier                          | Lorraine-Dietrich     | 11         | +1 kolo                |
| --       | 3C       | Claude Richez                          | Renault AK 90CV       | 8          | nehoda                 |
| --       | 12C      | Elliot Shepard                         | Hotchkiss HH          | 7          | kolo                   |
| --       | 7A       | Louis Rigolly                          | Gobron-Brillié 110 hp | 7          | chlazení               |
| --       | 4A       | Victor Hemery                          | Darracq 120 hp        | 7          | motor                  |
| --       | 10C      | Georges Teste                          | Panhard 130           | 7          | motor                  |
| --       | 2C       | Aldo Weilschott                        | FIAT 130 HP           | 5          | nehoda                 |
| --       | 6C       | Vincenzo Florio                        | Mercedes 120          | 5          | kola                   |
| --       | 3B       | J. Edmond                              | Renault AK 90CV       | 5          | zranění                |
| --       | 13B      | A. Villemain                           | Clément-Bayard 100 hp | 5          | kola                   |
| --       | 10B      | Henri Tart                             | Panhard 130           | 4          |                        |
| --       | 12C      | Hubert le Blon                         | Hotchkiss HH          | 4          | kolo                   |
| --       | 13C      | "De la Touloubre"                      | Clément-Bayard 100 hp | 3          | převodovka             |
| --       | 12B      | Jacques Salleron                       | Hotchkiss HH          | 2          | nehoda                 |
| --       | 4B       | Louis Wagner                           | Darracq 120 hp        | 2          | motor                  |
| --       | 8A       | Alessandro Cagno                       | Itala 120 hp          | 2          | chlazení               |
| --       | 8C       | Pierre de Caters                       | Itala 120 hp          | 1          | kolo                   |
| --       | 1A       | Fernand Gabriel                        | Lorraine-Dietrich     | 0          | řízení                 |
| --       | 8B       | Maurice Fabry                          | Itala 120 hp          | 0          | nehoda                 |
| --       | 9B       | Xavier Civelli De Bosch                | Gregoire 70 hp        | 0          | chlazení               |
| --       | 4C       | Rene Hanriot                           | Darracq 120 hp        | 0          | motor                  |
| Diskv.   | 11A      | Marius Barriaux                        | Vulpes                |            | vysoká hmotnost        |